# 핀두일라스
J. R. R. 톨킨의 소설에서 핀두일라스는 1시대의 요정으로, 나르고스론드의 군주였던 오로드레스의 딸이다.
핀두일라스는 핀로드 펠라군드의 통치 하에서 오로드레스와 함께 나르고스론드에 살았다. 그녀는 귄도르와 약혼하였는데, 그는 그녀를 '이브린 호수의 반짝이는 햇빛'이라는 뜻의 파일리브린으로 불렀다. 그녀는 놀도르의 고귀한 공주이자 갈라드리엘의 조카로서 매우 아름다웠다고 한다.
핀두일라스의 약혼자는 1시대 472년 한없는 눈물의 전투에서 모르고스의 포로가 되었지만, 490년이 되자 스스로를 '우마르스의 아들 아가르와인 (불운의 아들 피투성이)'이라 칭하는 자와 함께 돌아왔다. 핀두일라스가 누군지 알 지 못한 그 사람은 후린의 아들인 투린이었다.
귄도르에 대한 오래된 감정에도 핀두일라스는 투린을 사랑하게 되었지만 투린은 귄도르를 위해 그녀를 거부하였다. 핀두일라스가 투린과 모르고스의 저주 사이에 서 있음을 눈치 챈 귄도르는 그녀에게 투린의 이름을 드러내었고, 투린으로 하여금 핀두일라스의 감정을 받아들이도록 설득하려 했다.
용 글라우룽이 지휘하는 오르크 부대들에게 나르고스론드가 약탈당할 때 귄도르가 살해당하게 되고, 그가 죽으면서 투린에게 핀두일라스가 투린과 그의 운명 사이에 놓여 있다고 말하며 그녀를 찾으라고 당부한다. 하지만 투린이 폐허가 된 나르고스론드에 도착했을 때 글라우룽의 마법에 빠졌고, 핀두일라스가 모르고스의 오르크들에게 끌려갈 동안 그에게 소리쳤지만 그는 움직일 수 없었다.
글라우룽의 기만과 속임수 때문에 투린은 핀두일라스를 뒤쫓지 못하고 그의 어머니와 여동생을 찾으러 도르로민으로 가게 되었다. 용의 거짓말을 깨닫고 핀두일라스를 찾으러 갔을 때는 이미 늦고 말았다. 브레실의 할라딘이 테이글린 강을 건너는 오르크들을 공격했을 때 이미 모든 포로들은 살해당한 후였고, 핀두일라스는 나무에 기댄 채 창에 찔려 죽은 상태였다. 그녀는 죽어가면서 브레실의 인간들에게 자신이 묻힌 곳을 투린에게 말해달라고 부탁하였다.